# Biotrén
Biotrén – system kolei miejskiej podobnej do metra, będący podstawowym systemem transportu miejskiego, która obejmuje dużą część miasta Concepción, stolicy regionu Biobío. 

## Opis
Biotrén łączy dzielnice lub gminy Concepción Centro (dzielnica miasta), Talcahuano, Hualpén, San Pedro de la Paz, Chiguayante i Hualqui. System zarządzany jest przez Ferrocarriles Suburbanos de Concepción SA (Fesub), której nazwa pochodzi od dawnego systemu kolei miejskiej i jest spółką zależną od Empresa de los Ferrocarriles del Estado (EFE), chilijskich kolei państwowych. Biotrén jest częścią Planu i Urząd Zintegrowanego Transportu Concepción, Biovías.
System ten został częściowo otwarty (Marcha Blanca) w dniu 24 listopada 2005 podczas ceremonii, na którą przybył Prezydent Republiki Chilijskiej, Ricardo Lagos.